# Spoorlijn Locarno - Bignasco
De spoorlijn Locarno - Bignasco ook wel Maggiatalbahn genoemd, (Italiaans: Ferrovia Locarno–Ponte Brolla–Bignasco of kortweg LPB) was een smalspoorlijn gelegen in het Zwitserse kanton Tessino. De spoorwijdte is 1000 mm (meterspoor).

## Geschiedenis

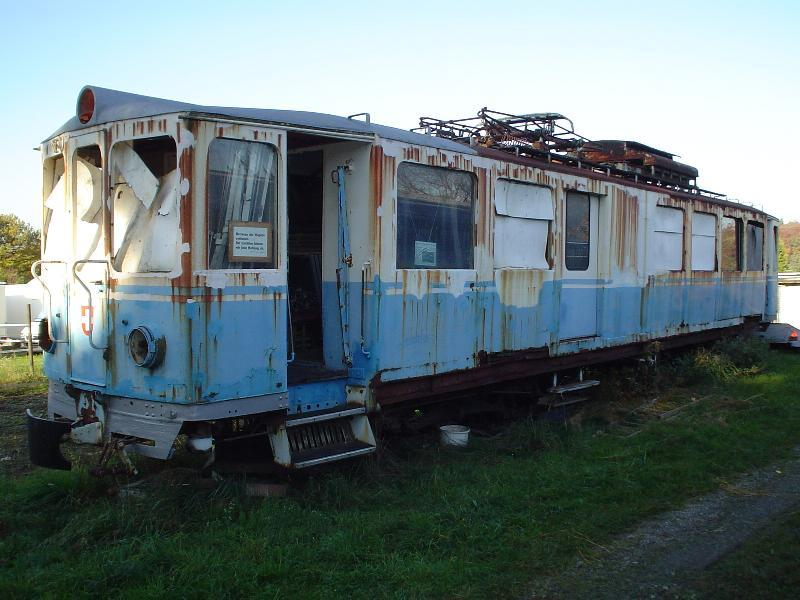
Restanten van de originele motorwagen van de Locarno - Ponte Borlla – Bignasco, LPB BCFe 4/4 Nr. 1,
Eigenaar: Freunde Schweizer Schmalspurbahnen (FSS) (Stand 2008)

De bevolking uit het Maggia-dal (Vallemaggia) kreeg pas in 1849 een postkoetsverbinding naar Locarno. Deze postkoets reed eenmaal per dag het traject in ruim drie uur naar Bignasco. In de latere jaren werd er driemaal per dag gereden. Het traject werd naar Fusio im Val Lavizarra verlengd.
Op 22 december 1898 werd de concessie verstrekt voor de volgende smalspoortrajecten van Locarno:
- over Ponte Brolla in het Maggia-dal naar Bignasco (toerisme, graniettransport)
- over Ponte Brolla in het Centovalli tot de landgrens bij Camedo/Ribellasca
- langs de oever van de Lago Maggiore over Ascona, Brissago tot de landsgrens bij Valmara

Net als bij de spoorlijn Locarno-Domodossola en de kabelbaan Locarno - Madonna del Sasso is het initiatief van de spoorlijn Locarno-Bignaso in de 19e eeuw gekomen van de burgemeester van Locarno, Francesco Balli (1852-1924). Op 12 juni 1903 werd de Società della Ferrovia Locarno–Ponte Brolla–Bignasco (LPB) opgericht.
Het traject werd door de LPB op 2 september 1907 geopend. Op 28 november 1965 reed de laatste trein op het traject van de LPB. Daarna werd het traject opgebroken.

## Bedrijfsvoering
De bedrijfsvoering van de nieuw opgerichte Società Tramvie Locarnesi (STL) kwam vanaf 1 oktober 1908 bij de LPB. Vanaf 1 januari 1923 werd de bedrijfsvoering van beide ondernemingen aan de Società Ferrovie Regionali Ticinesi (FRT) verpacht. De bedrijfsvoering kwam bij de spoorlijn Locarno-Domodossola. Op 1 juli 1960 werd de naam van de FRT veranderd in Ferrovie autolinee regionali ticinesi (FART).

## Aansluitingen
In de volgende plaatsen was of is er een aansluiting van de volgende spoorwegmaatschappijen:

### Locarno
- Giubiasco - Locarno
- Locarno - Domodossola

## Elektrische tractie
Het traject werd in de stad Locarno geëlektrificeerd met een spanning van 800 volt 20 Hz wisselstroom. Het traject buiten de stad Locarno werd geëlektrificeerd met een spanning van 5000 volt 20 Hz wisselstroom.
Tijdens de bouw van de spoorlijn Locarno-Domodossola werd het traject tussen 1923 en 1925 omgebouwd met een spanning van 1200 volt gelijkstroom.